# Billy Harris (tenista)
Billy Harris (Nottingham, 25 de enero de 1995) es un tenista profesional británico.

## Trayectoria
Harris hizo su debut ATP en el Torneo de Sofía 2023, donde como clasificado llegó al cuadro principal y derrotó al campeón defensor Marc-Andrea Huesler en la primera ronda.
En junio de 2024, recibió una Wild Card para disputar el cuadro principal del Torneo de Queen's Club 2024 y alcanzó sus primeros cuartos de final en ATP. En el camino, derrotó en primera ronda a Tomás Martín Etcheverry y luego a Giovanni Mpetshi Perricard, para su segunda y tercera victoria a nivel ATP Tour.

## Títulos ATP Challenger (1; 0+1)

### Dobles (1)
| Nr. | Fecha               | Torneo                 | Superficie | Pareja           | Finalistas                    | Resultado Final     |
| --- | ------------------- | ---------------------- | ---------- | ---------------- | ----------------------------- | ------------------- |
| 1.  | 31 de julio de 2022 | Challenger de Winnipeg | Dura       | Kelsey Stevenson | John-Patrick Smith Max Schnur | 2-6, 7-6(9), [10-8] |